# جيه بلاكيسون
جا بلاكيسون (بالإنجليزية: J Blakeson)‏ هو مخرج وكاتب سيناريو إنجليزي بدأ نشاطه سنة 2005.

## الأعمال
- الموجة الخامسة

## وصلات خارجية
- جيه بلاكيسون على موقع IMDb (الإنجليزية)
- جيه بلاكيسون على موقع ألو سيني (الفرنسية)
- جيه بلاكيسون على موقع أول موفي (الإنجليزية)
- جيه بلاكيسون على موقع قاعدة بيانات الأفلام السويدية (السويدية)
- جيه بلاكيسون على موقع قاعدة بيانات الفيلم (الإنجليزية)
- جيه بلاكيسون على موقع كينوبويسك (الروسية)